# Мэсси (остров)
Мэсси (англ. Massey Island) — остров Канадского Арктического архипелага. Также входит в группу Острова Королевы Елизаветы и в группу островов Архипелаг Парри. В настоящее время остров необитаем (2012).

## География
Площадь острова составляет 432 км². Длина береговой линии 113 км. Остров имеет форму вытянутого прямоугольника. Длина острова (с запада на восток) составляет 46 км, максимальная ширина (с севера на юг) — 11,4 км. Остров немного сужается к западу, где его ширина уменьшается до 8,5 км. Ландшафт острова представляет собой низменность на побережье и невысокое плато высотой от 100 до 210 метров во внутренней части острова.
Остров Мэсси — самый маленький в группе из 4 больших островов — Александер, Мэсси, Ванье, Камерон, которые простираются на север вдоль западного побережья острова Батерст. От острова Ванье, лежащего севернее, остров Мэсси отделяет пролив Пирс шириной 2 км, от острова Батерст — залив Эрскин, от острова Мелвилл, лежащего к западу — пролив Байам-Мартин шириной 41 км, от расположенного южнее острова Александер — пролив Бойер (Boyer Strait). Возле юго-западного побережья острова лежит небольшой остров Марк (56 км²).